# Mount Seaton
Mount Seaton är ett berg i Antarktis. Det ligger i Östantarktis. Australien gör anspråk på området. Toppen på Seaton är 1 007 meter över havet.
Terrängen runt Mount Seaton är huvudsakligen kuperad, men åt nordost är den platt. Trakten är obefolkad. Det finns inga samhällen i närheten.